# Paso de la Cadena
Paso de la Cadena est une localité uruguayenne du département de Canelones, rattachée à la municipalité de San Antonio.

## Localisation
Paso de la Cadena se situe au nord-ouest du département de Canelones et au nord de l' arroyo Canelón Grande, à proximité du croisement des routes 64 et 81. Elle est distante de 14 km de la ville de Canelones, la capitale départementale.

## Population
| 2004 | 2011 |
| ---- | ---- |
| 158  | 142  |

## Source
- (es) Cet article est partiellement ou en totalité issu de l’article de Wikipédia en espagnol intitulé « Paso de la Cadena » (voir la liste des auteurs).